# Tetyana Khyliuk
Tetyana Khyliuk est une joueuse de volley-ball ukrainienne née le 23 mai 1988 à Halytch (Oblast d'Ivano-Frankivsk). Elle mesure 1,82 m et joue au poste de passeuse. 

## Clubs
| Club                 | Pays    | De        | À         |
| -------------------- | ------- | --------- | --------- |
| Halytchanka Ternopil | Ukraine | 2002-2003 | 2011-2012 |
| Khimik Youjne        | Ukraine | 2012-2013 | …         |

## Palmarès
- Championnat d'Ukraine
  - Vainqueur : 2010, 2013, 2014, 2015.
  - Finaliste : 2006.
- Coupe d'Ukraine
  - Vainqueur : 2004, 2014.
  - Finaliste : 2010.